# Auguste Marin

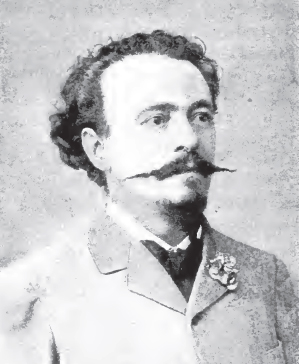
Auguste Marin um 1900

Auguste Marin (* 1. Oktober 1860 in Gémenos; † 19. August 1904 in Marseille) war ein französischer Schriftsteller französischer und okzitanischer Sprache.

## Leben und Werk
Auguste Marin besuchte das Gymnasium und wurde Journalist. Er gehörte in Marseille zur 1879 gegründeten Autorengruppe La Calanca, die sich (als zugehörig zum Félibrige) Felibres de la mer (Meeresfeliber) nannten. Man nannte ihn den „kleinen Mistral“. 1889 gründete er das Jahrbuch Armana (=Almanach) marsihés. Recuei de conte, charradisso, cansoun e galejado. Armana poupulari dóu Miejour, das er bis zu seinem Tod leitete. Durch Vermittlung von Paul Arène kam Marin um 1890 nach Paris und gehörte dort ab 1895 zur Association des journalistes parisiens. Er war Redaktionssekretär der Zeitung Le Journal. Bevor er 1904 im Alter von 43 Jahren starb, war er nach Marseille zurückgekehrt und zwei Jahre lang Leiter eines Altersheims gewesen.
Seine im Armana erschienenen Texte in okzitanischer Sprache wurden nie gesammelt herausgegeben, obwohl der Titel bereits feststand: Li San Janenco (Die von Saint-Jean). Zu den auf Französisch erschienenen Texten gehören mehrere kurze Theaterstücke, Dichtung und ein Roman. Er gewann einen Preis der Académie française.

## Werke (Auswahl)
- Les Chansons du large. La vie au soleil (Paysages et marines). Les chansons de terre et de mer. Sirventes de Provence. C. Dalou, Paris 1888.
- L'Étoile des Baux. Roman. A. Savine, Paris 1891.
- La Belle d'août. Moeurs provençales. P. Ollendorff, Paris 1897. (Prix Montyon der Académie française)